# V jak vendetta (ścieżka dźwiękowa)
V for Vendetta – tytuł albumu płytowego zawierającego ścieżkę dźwiękową z amerykańskiego filmu fabularnego z 2006 roku pod tytułem V jak vendetta. Album został wydany przez wytwórnię płytową Astralwerks 21 marca 2006 r. Na ścieżce dźwiękowej występują tacy artyści jak: Julie London, Cat Power i Antony and the Johnsons, ale większość materiału została stworzona przez kompozytora Dario Marianellego.

## Lista utworów
1. Remember Remember - Dario Marianelli – 6:42
2. Cry Me a River - Julie London – 2:48
3. ...Governments Should Be Afraid Of Their People... – 3:11
4. Evey's Story - Dario Marianelli – 2:48
5. Lust at the Abbey - Dario Marianelli – 3:17
6. The Red Diary - Dario Marianelli – 7:33
7. Valerie - Dario Marianelli – 8:48
8. Evey Reborn - Dario Marianelli – 3:50
9. I Found a Reason - Cat Power – 2:02
10. England Prevails - Dario Marianelli – 5:44
11. The Dominoes Fall - Dario Marianelli – 5:28
12. Bird Gerhl - Antony and the Johnsons – 3:17
13. Knives and Bullets (And Cannons Too) - Dario Marianelli – 7:33

## Dodatkowe informacje
- Utwór Remember, Remember zawiera fragment "hymnu" z uwertury 1812 kompozytora Piotra Czajkowskiego, a także w 2 końcowych minutach utworu Knives And Bullets (And Cannons Too)
- Pierwszy utwór odtwarzany podczas wyświetlania napisów końcowych filmu to Street Fighting Man zespołu The Rolling Stones, który nie znalazł się na ścieżce dźwiękowej filmu
- Drugi utwór pojawiający się w napisach końcowych to BKAB niezależnego producenta Ethana Stollera. Zawiera urywki mów Malcoma X i Glorii Steinem, a także sample z bollywoodzkich piosenek